# Rinconada (Jujuy)
Rinconada é uma cidade da Argentina, localizada na província de Jujuy